# Johanna Irmscher
Johanna Irmscher (* 1952 in Bad Mergentheim) ist eine deutsche Kirchenmusikerin und Professorin für Chorleitung, Chorsingen und Orchesterleitung an der Evangelischen Hochschule für Kirchenmusik in Tübingen.
Bereits 1973 war Irmscher Preisträgerin im Orgelwettbewerb der kirchenmusikalischen Ausbildungsstätten Deutschlands. Sie studierte Kirchenmusik an der Evangelischen Hochschule für Kirchenmusik Esslingen sowie an der Folkwang-Hochschule in Essen, wo sie 1979 mit dem A-Examen für Kirchenmusik abschloss. Weitere Gaststudien führte sie in der Kompositionsklasse von Wolfgang Hufschmied sowie für Orchesterdirigat bei Helmuth Rilling an der Hochschule für Musik und Darstellende Kunst Frankfurt am Main durch. Ein anschließendes Kapellmeisterstudium bei Walter Hügler an der Staatlichen Hochschule für Musik Trossingen schloss sie 1984 mit dem Kapellmeisterexamen ab. Weiterführende Studien führten sie bei Frieder Bernius, Sergiu Celibidache und Eric Ericson durch. Von 1979 bis 1984 war sie Dozentin für Chordirigieren in verschiedenen Leitungsgremien des IAM in Kassel sowie der Evangelischen Landeskirche in Württemberg. 1983 bis 1984 hatte sie in Vertretung des ständigen Dirigenten die künstlerische Leitung des Kammerorchesters der Universität Stuttgart inne.
Von 1981 bis 1988 war sie als hauptberufliche Kirchenmusikerin zunächst in Stuttgart-Botnang, später als Bezirkskantorin und Leiterin des Bach-Chores in Ravensburg tätig. Seit 1988 ist sie Inhaberin einer hauptamtlichen Professur für Chordirigieren und Chorsingen, seit 1998 auch für Orchesterdirigat an der Evangelischen Hochschule für Kirchenmusik zunächst in Esslingen, seit deren Umzug 1998 in Tübingen. Von 1989 bis 1999 leitete sie das Kammerorchester Esslingen und von 1995 bis 2021 den Hohenloher Kammerchor in Schwäbisch Hall.
Sie ist Mitbegründerin der zweijährlich stattfindenden Bach-Nacht Tübingen, die sie gemeinsam mit Ulrich Siegele, Ingo Bredenbach und Tobias Hiller gestaltet. 2005 begründete sie das professionelle Vokalensemble Cantus de tempore in Tübingen.